# Žluna zelená
Žluna zelená (Picus viridis) je středně velký šplhavý pták z čeledi datlovitých.

## Popis
- Délka těla: 30–33 cm[2]
- Rozpětí křídel: 51 cm
- Hmotnost: 185–250 g

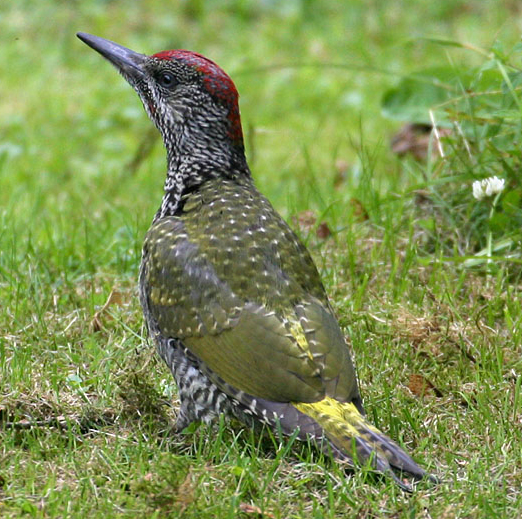
Mladý pták

Žluna zelená je nápadný pták s několika anatomickými adaptacemi pro život na stromech. Mezi nejdůležitější patří silný špičatý zobák, vhodný k rozsekávání dřeva, silné drápy, které žluna používá k zachytávání na kmeni stromů, a nepříliš dlouhý, přesto silný ocas, který má funkci opěrnou.
Má olivově zelený hřbet, bělavou spodní část těla se zeleným a žlutým odstínem na ocase (žlutý kostřec, zvláště patrný v letu), šedé končetiny, červené temeno a s výjimkou poddruhu P. v. sharpei (žluna zelená španělská) i černou obličejovou masku.
Jednotlivá pohlaví se zbarvením liší, výrazný vous táhnoucí se od zobáku má samec černo-červený, samice čistě černý. Obě pohlaví však mají červené celé temeno (čímž se liší od žluny šedé). Mladí ptáci mají na lících a břiše tmavé skvrny v řadách a matně červené temeno. Prachový šat chybí.
Ve střední Evropě si můžeme žlunu zelenou poměrně snadno splést s velice podobnou žlunou šedou (Picus canus), která je o něco menší, má zelené břicho, černý vous na lících jen mírně naznačený a jejíž volání zní melancholičtěji a na konci klesá. Liší se i tím, že samec má jen červenou skvrnu na čele a samička není zbarvena červeně vůbec.

## Rozšíření
Hojně se vyskytuje v západní Asii a celé Evropě s výjimkou Irska, většinového území Skandinávského poloostrova a několika středozemních ostrovů, což ji činí jedním z nejrozšířenějších evropských zástupců své čeledi.

## Výskyt a početnost v Česku
Vyskytuje se na celém území České republiky. Je prokázán pravidelný každoroční výskyt druhu, přičemž v letech 1985–1995 se uvádí 9000 až 18 000 hnízdících párů a 6000 až 12 000 zimujících jedinců. Patrně s úbytkem listnatých a smíšených lesů a kvůli užívání pesticidů počet žlun poklesl. Týž pramen označuje populační trend (výskyt či hnízdění) v letech 1973–1995 parametrem: „ubývání početnosti v rozmezí 20 % až 50 %“. O zřejmě mírně klesajícím trendu hovoří .

## Biotop

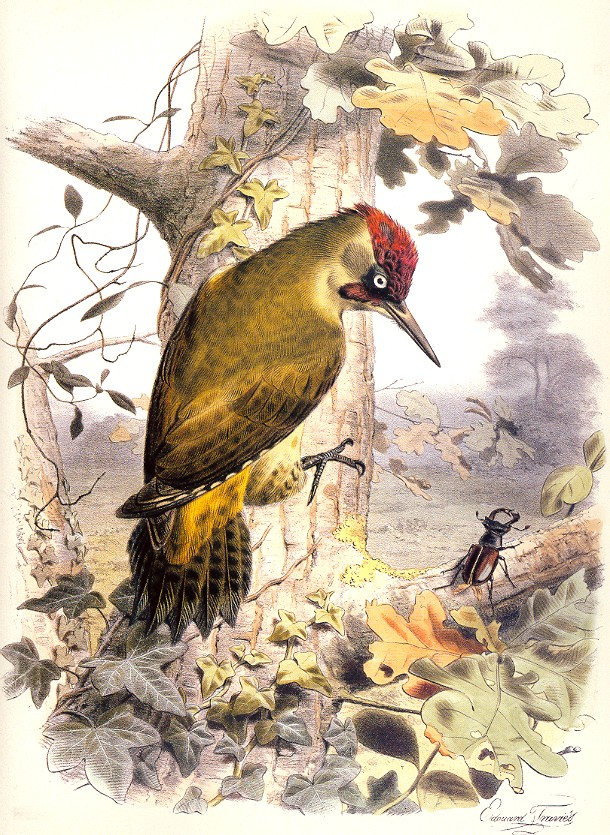
Ilustrace od Édouarda Travièse

Žluna zelená celoročně obývá světlé (řídké) listnaté i smíšené lesy, zahrady a ovocné sady i větší parky ve městech s dostatečným porostem starých a mohutných stromů, příp. aleje starých stromů. Občas šplhá i na budovách. Souvislým lesům se vyhýbá.
Hnízdí do 800 m n. m.

## Chování
Žluna se zdržuje jednotlivě. Podobně jako datlové a strakapoudi šplhá po stromech, ale na rozdíl od nich často poskakuje po zemi, kam slétává za potravou. Hnízdí v dutinách stromů, přičemž hnízdní dutinu s nevelkým okrouhlým vletovým otvorem vytesává v nahnilých, suchých nebo ztrouchnivělých kmenech stromů. Sekání dutiny trvá ptačímu páru asi 14 dní, může však trvat i déle než tři týdny. Přes léto dutina slouží jako hnízdiště, v zimě především jako místo k nocování. Obsazuje i opuštěné dutiny jiných datlovitých ptáků a občas zahnízďuje i v dostatečně velkých ptačích budkách.
Let je dlouze vlnitý, se zvučnými rázy křídel; střídá se mávání křídel s fází, kdy jsou křídla přitisknuta k tělu.
Na rozdíl od většiny datlovitých bubnuje zřídka. (Bubnování je rychlé klepání zobákem do rezonujícího dřeva, příp. plechu.) Mnohem častější je hlasový projev. Od časného jara se ozývá hlasitým jásavě znějícím kli–kli–kli–kli. Jiní autoři přepisují znění hlasu jako glyglygly..., glyk glyk glyk glyk aj.

## Hnízdění

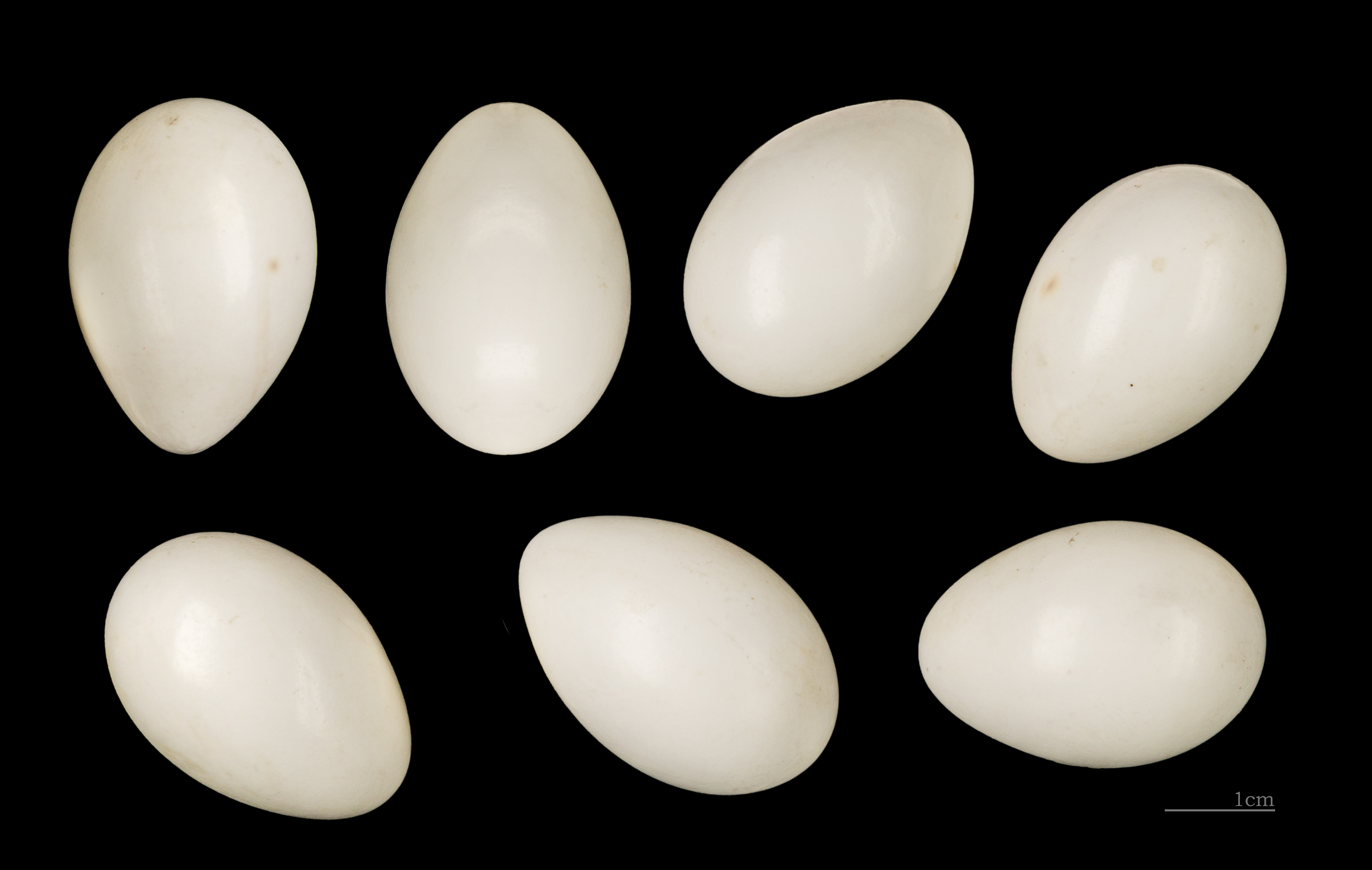
Picus viridis

Hnízdí jednou ročně od dubna do července. Na holý podklad dutiny pokrytý třískami po tesání klade 6 (2 až 8) čistě bílých vajec velikosti 31,2 × 23,3 mm. Na vejcích sedí střídavě oba rodiče 15–17 dní. Samička zahřívá vajíčka během dne a sameček ji pravidelně střídá; v noci sedí na vejcích vždy jen sameček. Mláďata se líhnou skoro holá a slepá, jejich vývoj pokračuje dosti rychle, takže za 19 až 21 dní dutinu opouštějí, ale rodiče je ještě dva týdny krmí. Hlavní potravu mláďat tvoří mravenci, které jim rodiče přinášejí v jícnu. Během srpna až října se rodiny rozpadají, přičemž dospělé žluny jsou věrné svému hnízdišti, málokdy se vzdalují ze svého okrsku, zatímco mladí se rozlétají a osidlují nová teritoria, která jsou vzdálena zpravidla do několika desítek kilometrů.

## Potrava

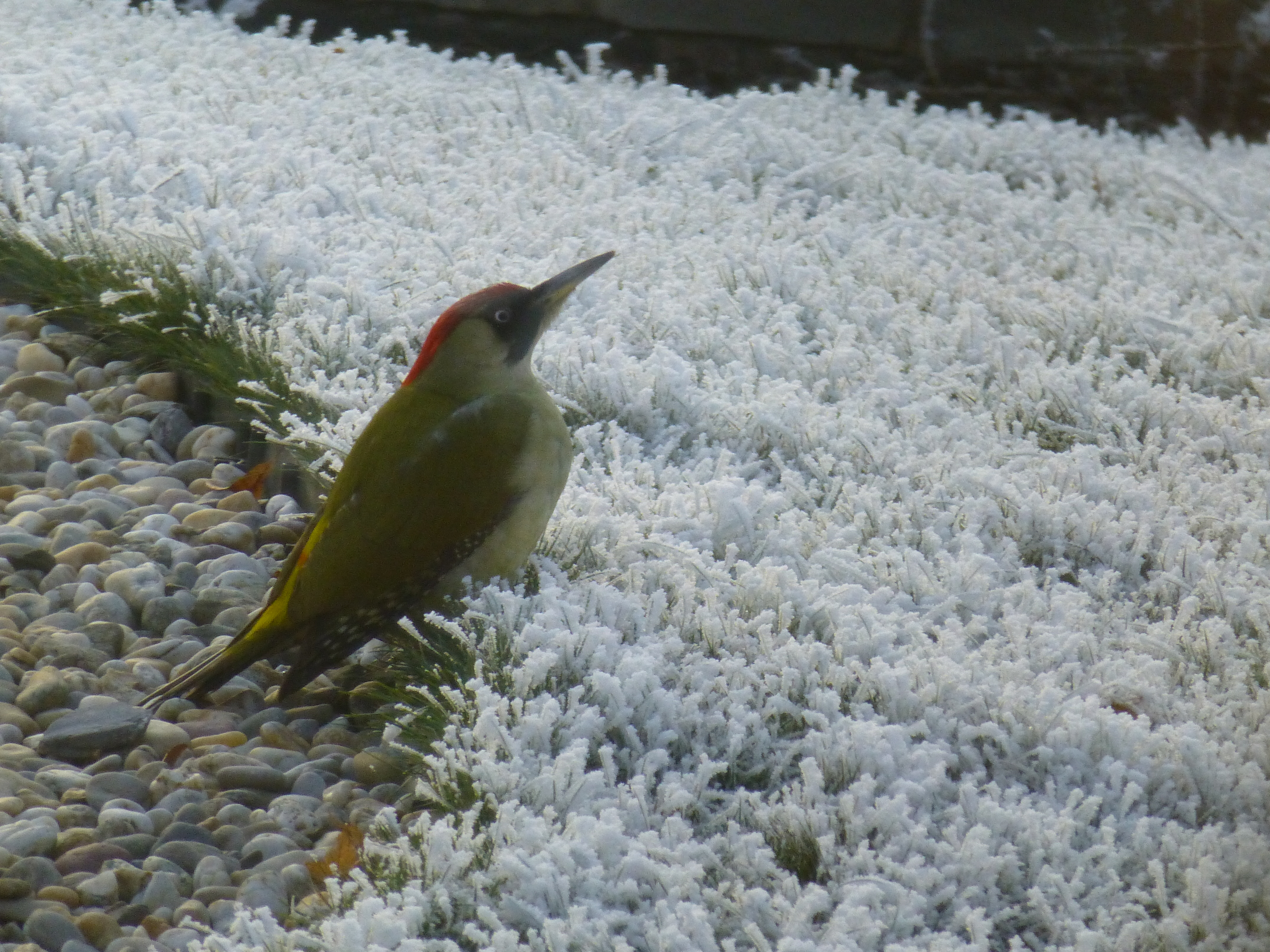
žluna zelená hledající potravu

Hlavní složku potravy tvoří mravenci, které vyhrabává ze země zobákem. Dospělce, larvy i kukly chytá na lepkavý velmi dlouhý vychlípitelný jazyk, kterým rejdí v mraveništi jako mucholapkou. Požírá i jiný hmyz, často jej loví tak, že jazykem prozkoumává štěrbiny v kůře, méně jej vysekává zobákem pod kůrou stromů nebo v kmeni. Příležitostně „kroužkuje“ stromy, tzn. naklovává kůru až na lýko a olizuje mízu. Občas navštíví včelí úly, zejména v zimě.